# Lovečkovice
Lovečkovice (en allemand : Loschowitz) est une commune du district de Litoměřice, dans la région d'Ústí nad Labem, en République tchèque. Sa population s'élevait à 582 habitants en 2021.

## Géographie
Lovečkovice se trouve à 14 km au nord-est de Litoměřice, à 16 km au sud-est d'Ústí nad Labem et à 63 km au nord-nord-ouest de Prague.
La commune est limitée par Verneřice au nord, par Úštěk à l'est, par Levín, Liběsice et Třebušín au sud, et par Homole u Panny et Zubrnice à l'ouest.

## Histoire
La première mention écrite du village date de 1396

## Administration
La commune se compose de sept quartiers :
- Dolní Šebířov
- Knínice
- Levínské Petrovice
- Lovečkovice
- Mukařov
- Náčkovice
- Touchořiny

## Transports
Par la route, Lovečkovice se trouve à 18 km de Litoměřice, à 21 km d'Ústí nad Labem  et à 83 km de Prague.